# Papiro de Artemidoro

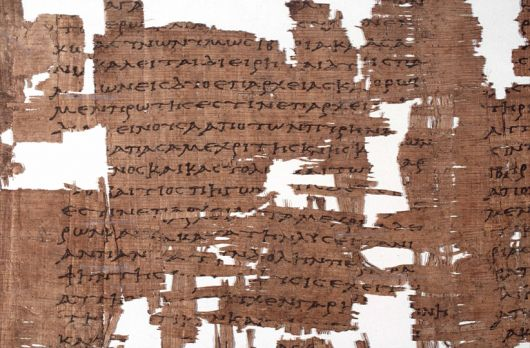
Fragmento do papiro com o texto de Artemidoro.

O Papiro de Artemidoro é um manuscrito em papiro encontrado na década de 1990 num conjunto de vários papiros antigos, reciclados em finais do século I para fabricar uma máscara funerária de papel maché.
Entre os elementos desse amontoado foram encontrados cerca de 50 pedaços de papiros. Com uma largura de 32,5 cm e um comprimento de 2,55 m, o papiro é composto por dois pedaços, entre os quais falta uma folha. O resto é composto por um texto de geografia, que se atribui a Artemidoro de Éfeso, geógrafo grego de finais do século II a.C. e princípios do século I a.C., cuja obra é conhecida pelas citações de outros autores.
O texto encontrado tem uma introdução e o início de uma descrição da Península Ibérica. A originalidade do papiro deve-se à inclusão de um mapa. Este mapa, inacabado, representa talvez a Bética. Poder-se-á supor que o desenhador não o terminou porque se deu conta de que não estava a copiar no mapa a parte correspondente ao texto. Tal sucedeu em finais do século I. O papiro, no entanto, não foi descartado. No reverso, estão desenhados uma quarentena de animais reais e fantásticos. Estes desenhos deveriam servir de indicação aos clientes que desejavam um fresco ou um mosaico escolher um modelo de animal. A vida do papiro não acabou aí: nos espaços que ficaram livres no anverso e nos espaços onde deviam figurar os mapas não realizados, estão representadas cabeças e outros elementos de anatomia, a título de exercício.
Segundo a data de outros documentos encontrados no amontoado, o Papiro de Artemidoro teria sido finalmente reciclado em velhos papiros em finais do século I.
Esteve exposto no Palazzo Bricherasio de Turim até maio de 2006. Depois o papiro foi levado para Milão, para mais tarde voltar a Turim, onde se encontra.
Desde setembro de 2006 tem tido lugar uma grande discussão sobre a autenticidade deste rolo. Segundo Luciano Canfora, o autor do papiro seria o falsificador do século XIX Constantine Simonides. A hipótese de Canfora recebe crédito de Federico Condello (Universidade de Bolonha). No entanto, na sequência das dúvidas manifestadas por Canfora e da sua atribuição a Simonidis, o achado foi repetidamente submetido à análise do Carbono 14, o que permitiu apurar que o papiro foi efectivamente produzido entre o século I a.C. e o século I, confirmando assim a datação paleográfica já proposta pelos primeiros editores. Mesmo após a datação radiométrica, Canfora continuou a apoiar a teoria da falsificação de Simonidis em dezenas de publicações, com o que o filólogo Giovan Battista D'Alessio definiu como "fantásticas construções hipotéticas ad hoc que, longe de fornecer uma explicação mais econômica das evidências, forçar seus apoiadores a ficções cada vez mais implausíveis".